# Aperanat
Aperanat, 'Aper-'Anati ali  Aper-Anat  je bil vladar Spodnjega Egipta v Drugem vmesnem obdobju sredi 17. stoletja pr. n. št. 
Po Jürgenu von Beckerathu je bil drugi vladar Šestnajste egipčanske dinastije in vazal hiških faraonov Petnajste dinastije. Njegovo trditev je nedavno spodbil  Kim Ryholt v svoji študiji iz leta 1997, v kateri trdi, da so faraoni Šestnajste dinastije od okoli 1650-1580 pr. n. št. vladali neodvisno od Tebanskega kraljestva v Gornjem Egiptu. Ryhold zato v Aperanatu vidi zgodnjega, morda drugega hiškega vladarja Petnajste dinastije. Z njegovo trditvijo se nekateri egiptologi strinjajo, nekateri pa ne.
Aperanat je znan s samo enega pečatnika v obliki skarabeja, ki je na ogled v Petriejevem muzeju, London. Na skarabeju je vladarjev naziv Heka-časut, ki se prevaja kot »vladar tujih dežel«. Iz naziva je nastala tudi beseda Hiksi.  Heka-časut so se nazivali zgodnji hiški vladarji iz Petnajste dinastije. Ryholt je na osnovi teh dokazov zaključil, da je bil Aperanat zgodnji, morda drugi vladar Petnajste dinastije, vendar pripominja, da njegova trditev ni zanesljiva. 